# Maria Lenczowska
Maria Lenczowska (ur. 28 października 1964) – polska koszykarka, mistrzyni Polski (1987). Występowała na pozycji skrzydłowej (187 cm wzrostu).

## Kariera sportowa
Jej pierwszym klubem był ŁKS Łomża. W ekstraklasie debiutowała w sezonie 1980/1981 we Włókniarzu Białystok. Po spadku, trzy kolejne sezony spędziła w białostockim zespole w ówczesnej II lidze. W 1984 została zawodniczką Ślęzy Wrocław, z którą sięgnęła po mistrzostwo Polski w 1987, wicemistrzostwo w 1985 i 1986 oraz brązowy medal mistrzostw Polski w 1993. Zakończyła karierę po sezonie 1993/1994.